# Hsi Wen Li
Hsi Wen Li (förenklad kinesiska: 李锡文), född 1931, är en kinesisk botaniker.
Auktorsnamnet H.W.Li kan användas för Hsi Wen Li i samband med ett vetenskapligt namn inom botaniken; se Wikipediaartiklar som länkar till auktorsnamnet.